# Invitational Sega Sammy Cup
De Sega Sammy Cup is een invitational toernooi van de Japan Golf Tour. Het wordt gespeeld op The North Country Golf Club bij Chitose op het eiland Hokkaido.
Het prijzengeld was in 2012 ￥150,000,000, waarvan ￥150,000,000 naar de winnaar ging.
| Jaar                                         | Winnaar           | Score          | Info                                                 |
| Sega Sammy Cup                               | Sega Sammy Cup    | Sega Sammy Cup | Sega Sammy Cup                                       |
| -------------------------------------------- | ----------------- | -------------- | ---------------------------------------------------- |
| 2005                                         | Lin Keng-chi      |                |                                                      |
| 2006                                         | Yeh Wei-tze       | -12            |                                                      |
| Nagashima Shigeo Invitational Sega Sammy Cup |                   |                |                                                      |
| 2007                                         | Toru Taniguchi    | -12            |                                                      |
| 2008                                         | Jeev Milkha Singh | -13            |                                                      |
| 2009                                         | Hiroyuki Fujita   | -16            | toernooirecord                                       |
| 2010                                         | Mamo Osanai po    |                | play-off gewonnen van Shunsuke Sonoda en Min-Gyu Cho |
| 2011                                         | K T Kim           | -15            |                                                      |
| 2012                                         | Kyoung-hoon Lee   | -19            | toernooirecord, zijn eerste professional overwinning |

Naamsponsor van het toernooi is Sega Sammy Holdings.